# 豊島横尾館
豊島横尾館（てしまよこおかん）は、横尾忠則の美術館。
設計は永山祐子。2013年の瀬戸内国際芸術祭の一環として同年豊島の漁港近くに、民家3棟を改修、および増築してつくられた。建築、造園及び展示作品のコンセプトはアルノルト・ベックリンの代表作「死の島」から着想された。

## 概要
豊島の家浦地区の中心部にあった民家を改修しつくられた、横尾忠則の美術館。横尾の生涯のテーマである「生と死」をひとつのものとして考案されている。非日常空間と日常空間が隣接する特徴的な敷地であったが、永山は3次元的表現である建築を絵画的2次元表現に近づけることを意図し、建築と作品の一体化を目指した。そのために、色彩情報を隠匿するための赤い色ガラス、明度を調節するための黒ガラス、ガラスの特性の反射の効果を利用したスクリーンによって空間中に2次元的シーンを現出させる試みを行っている。赤ガラスは美術館のテーマでもある「生と死」、隣接する「日常と非日常」の境界を意味し、片側の世界からもう一方の世界を眺め見るとき、風景はモノクロームに展開し、横尾忠則の作品である庭に配置された赤い石も消えるよう意図される。これにより、横尾作品のコラージュであるかのごとく、作品とスクリーンから生み出された風景が3次元空間中に一体となるが、風景はひと時も同じではなく、太陽光の変化と人の動きにより刻一刻変化し、2度と同じシーンが再現されることはない。永山はこれにより、「常に流れ循環し続けるシーンの集合体」を意図し、横尾作品の根底のテーマである「生と死」を表現した。

### 構成

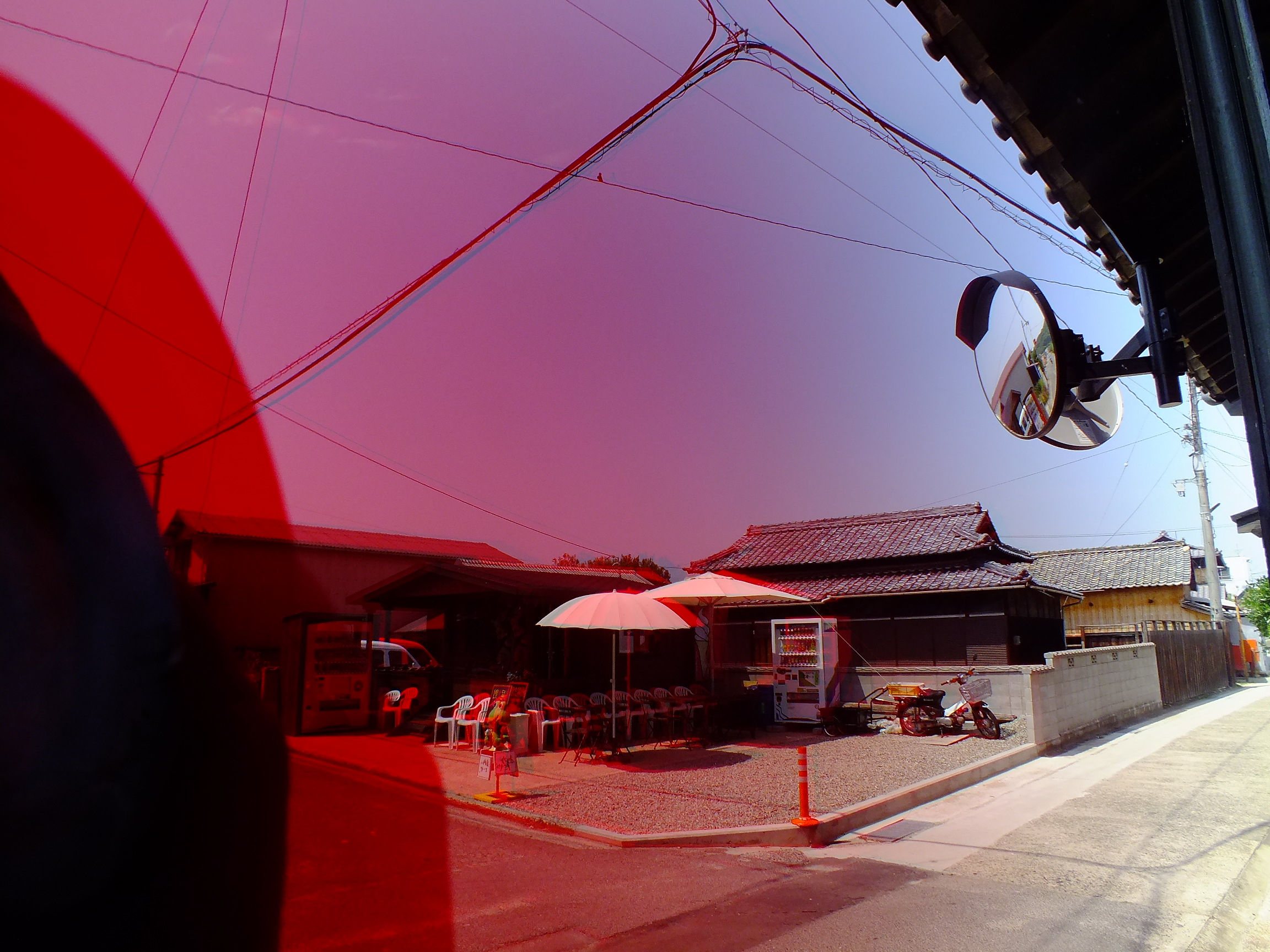
永山は3次元的表現である建築を絵画的2次元表現に近づけることを意図し、ガラスの特性の反射の効果を利用したスクリーンによって空間中に2次元的シーンを現出させる試みを行った。

展示空間は、既存の建物の配置を生かして「母屋」、「倉」、「納屋」の3つから構成され、「母屋」の三連の大作絵画である「原始宇宙」「宇宙的狂気愛」を中心に平面作品11点と、日本庭園及び円塔型の建築の中にインスタレーション作品が展開され、母屋のガラス張りの床下には川が流れてる。また作品化はトイレ内にまで及ぶ。庭園は赤い石庭に鮮やかなタイルを敷きつめた川がながれ、敷地内には高さ14mの円塔が増設された。横尾は「塔は男性原理、川は女性原理に見立てている」、川は「三途の川であり、ナイル川であり、生まれたばかりの命を包む羊水でもある」と説明している。開館時に川には鯉が放流されたが、産卵し数が増えたことを横尾は「死から生が芽生えた」と表現した。

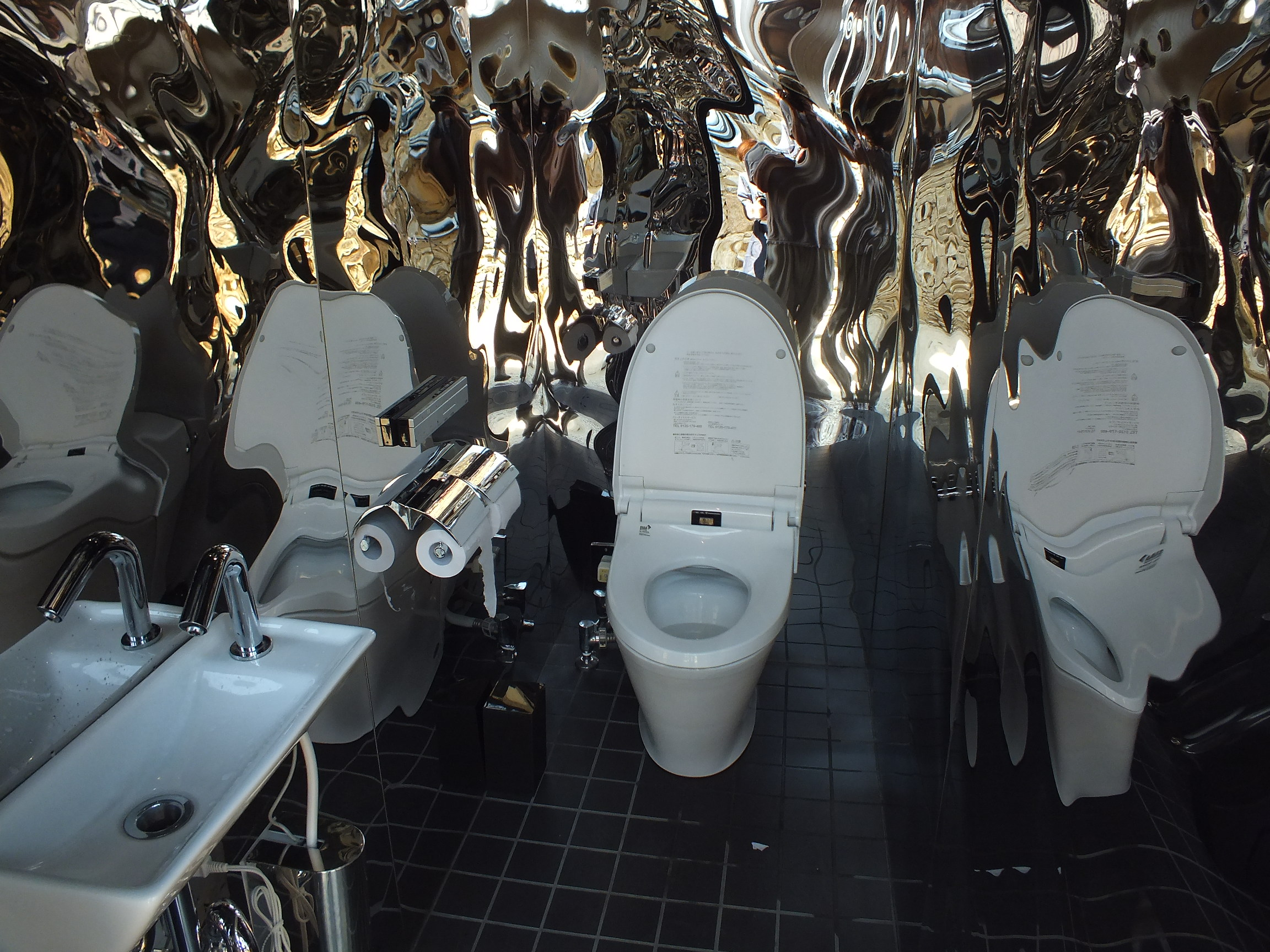
豊島横尾館トイレ

14mの円筒内部にはインスタレーションが施され、横尾自ら収集した滝のポストカードが約9000枚が貼られ、床と天井は鏡張りになっている。
建築は永山裕子。
（以上）

## 運営
- 公益財団法人 福武財団[4]

## 利用案内
- 開館時間

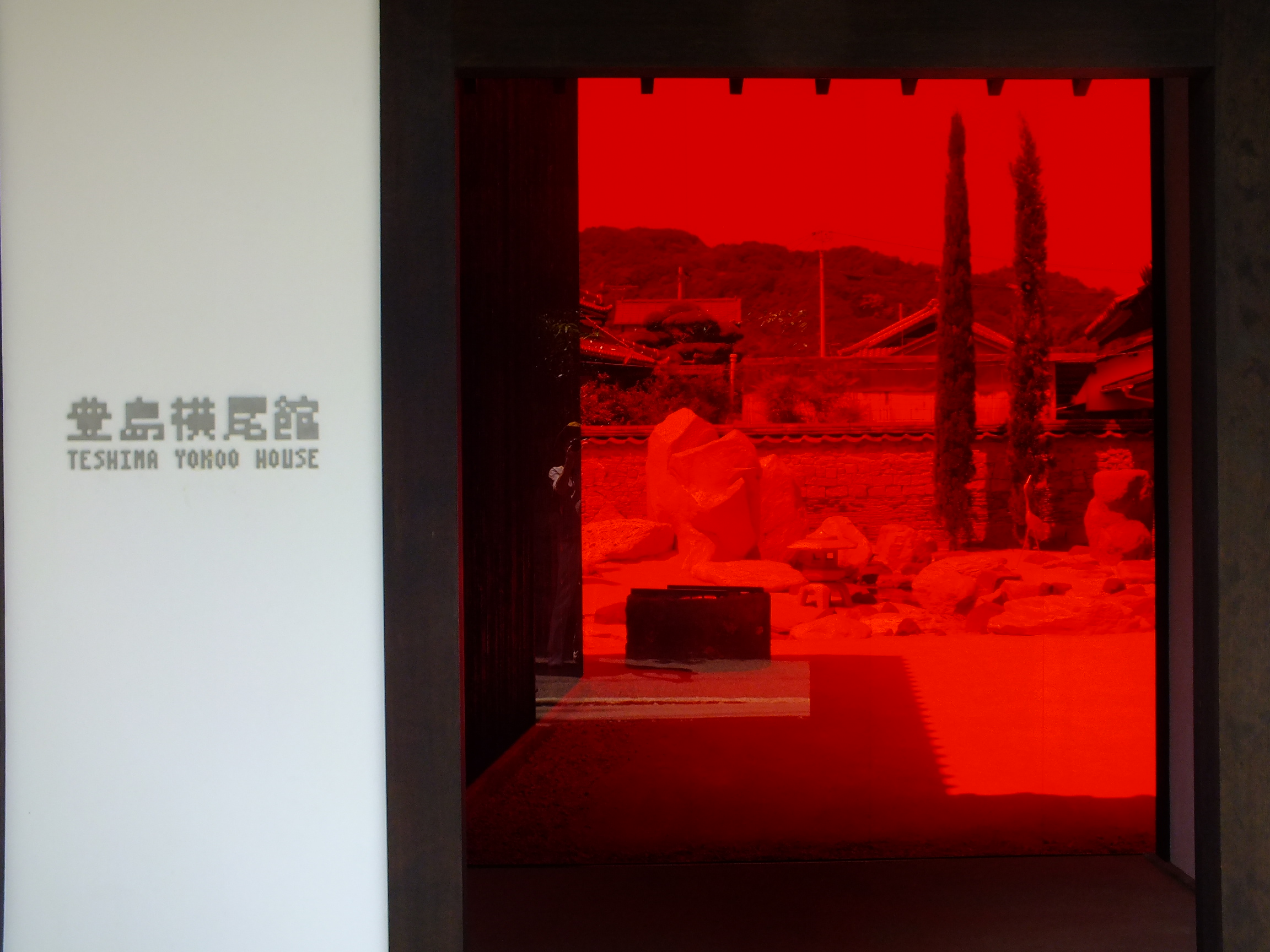
豊島横尾館入場口

  - 3月 - 9月 ： 10:00〜17:00（最終入館16:30）
  - 10月 - 2月： 10:00〜16:00（最終入館15:30）
- 休館日
  - 3月 - 11月 ： 火曜日
  - 12月 - 2月 ： 火曜日から木曜日
  - 祝日の場合は開館、翌日休館。月曜日が祝日の場合は火曜日開館、翌水曜日休館。
- 料金 - 500円。瀬戸内国際芸術祭会期中は芸術祭パスポートの提示で無料。